# Blaž Kavčič
Blaž Kavčič (* 5. März 1987 in Ljubljana) ist ein ehemaliger slowenischer Tennisspieler.

## Leben und Karriere

### Bis 2005: Werdegang, Juniorenkarriere und erste Erfahrungen auf Future-Turnieren
Blaž Kavčič begann im Alter von vier Jahren, Tennis zu spielen. Die Inspiration dazu kam von seinem Großvater Ludvig Dornik, welcher selber ein erfolgreicher Skirennläufer gewesen war und unter anderem an den Olympischen Winterspielen 1956 in Cortina d’Ampezzo teilgenommen hatte. Auch die Eltern Alexander und Bojana Kavčič waren professionelle Skirennläufer.
Schon als Junior konnte Blaž Kavčič internationale Erfolge feiern, und so entschied er sich 2005 für eine Karriere als Tennisprofi. Bereits 2003 hatte er versucht, sich für Turniere im Erwachsenenbereich zu qualifizieren, was ihm bei einem Future-Turnier in Katar im Dezember 2004 erstmals gelang.

### 2006–2008: Future-Titel und ATP-Debüt
Nachdem er im März 2006 das Finale eines Satellite-Turniers erreicht hatte, wurde Blaž Kavčič im April 2006 für das Spiel gegen Algerien erstmals in das slowenische Davis-Cup-Team berufen. Trotz eines Sieges konnte er jedoch die 2:3-Niederlage nicht verhindern. Im August und September 2006 konnte Kavčič in Kroatien zwei Future-Turniere gewinnen und schaffte daraufhin zum Jahresende den Sprung in die Top 500 der Tennisweltrangliste. 2007 konnte er zwar keine Turniere gewinnen, doch dafür verzeichnete er erste Matchgewinne bei Challenger-Turnieren, und konnte so sein Ranking weiter verbessern.
Im Februar 2008 konnte sich Blaž Kavčič in Zagreb erstmals für das Hauptfeld eines ATP-Turniers qualifizieren. Er verlor jedoch sein Erstrundenmatch in drei knappen Sätzen gegen Roko Karanušić. Besser machte er es im Mai 2008 in Pörtschach, wo er als Qualifikant in der ersten Runde gegen Teimuras Gabaschwili sein erstes ATP-Match gewinnen konnte, bevor er in der zweiten Runde gegen Igor Kunizyn ausschied. Im Laufe des Jahres 2008 erreichte er zudem zweimal das Halbfinale eines Challenger-Turniers und erreichte zwischenzeitlich mit Rang 232 seine bis dahin beste Weltranglistenposition.

### 2009–2010: Challenger-Titel, Grand-Slam-Debüt und erstmaliger Einstieg in die Top 100
Im Jahr 2009 kam dann der Durchbruch: Im Mai 2009 erreichte Blaž Kavčič bei drei Challenger-Turnieren das Finale. Nachdem er in Sanremo und Busan noch jeweils verloren hatte, konnte er schließlich in Alessandria gegen Jesse Levine seinen ersten Titel gewinnen. Nur einen Monat später folgte in Constanța durch einen Sieg über Julian Reister der nächste Titel, bevor er in Rijeka ein weiteres Finale verlor. Dabei besiegte er im Halbfinale Mathieu Montcourt, welcher nur wenige Tage später plötzlich verstarb und somit hier sein letztes Turnier bestritten hatte. Auf ATP-Ebene bestritt Kavčič in diesem Jahr nur ein einziges Match, als er im Juli 2009 in Umag eine Wildcard bekam, jedoch sein Erstrundenmatch gegen Nicolás Massú verlor. Bei der Qualifikation zu den Grand-Slam-Turnieren in Wimbledon und New York scheiterte Kavčič jeweils in der dritten Qualifikationsrunde. Im Laufe des Jahres hatte er sich in der Weltrangliste von Platz 285 bis auf Platz 125 vorgearbeitet.
Zu Beginn des Jahres 2010 klappte es dann bei den Australian Open auch erstmals mit der Qualifikation für ein Grand-Slam-Turnier. In der ersten Hauptrunde gegen Wayne Odesnik konnte Blaž Kavčič zwar den ersten Satz gewinnen, verlor aber letztendlich in vier Sätzen. Einen Monat später erreichte er in Johannesburg durch einen Sieg über Thierry Ascione zum zweiten Mal die zweite Runde eines ATP-Turniers, wo er jedoch gegen den späteren Turniersieger Feliciano López ausschied. Durch gute Ergebnisse bei Challenger-Turnieren konnte er im März 2010 mit Rang 96 erstmals einen Platz in den Top 100 der Weltrangliste erreichen. Dadurch war er bei den French Open direkt qualifiziert und traf in der ersten Runde auf den Top-50-Spieler Eduardo Schwank. Dieser gab das Match auf, als Blaž Kavčič bereits mit 2:1 Sätzen führte und im vierten Satz mit 4:0 in Führung lag. In der zweiten Runde traf Kavčič auf den an Position 6 gesetzten Andy Roddick, gegen den er nach mehreren Regenunterbrechungen in vier Sätzen verlor. Einen Monat später rückte er in Wimbledon als Ersatz ins Hauptfeld, schied aber in der ersten Runde gegen Łukasz Kubot aus. Als Trost konnte er daraufhin jedoch das Fußball-Weltmeisterschaftsspiel von Slowenien gegen England in der Heimat schauen. Da er mittlerweile die Punkte der Turniersiege aus dem letzten Jahr verloren hatte, fiel Kavčič im Juli 2010 in der Weltrangliste zurück bis auf Platz 157. Daraufhin engagierte er den Rumänen Adrian Voinea als neuen Trainer, welcher selber Tennisprofi gewesen war und im Jahr 1999 ein ATP-Turnier gewonnen hatte. Die Zusammenarbeit trug schnell Früchte, denn im August 2010 konnte Blaž Kavčič in Qarshi gegen Michael Venus seinen dritten Challenger-Titel gewinnen. Der September 2010 wurde noch erfolgreicher: Sowohl in Rijeka gegen Rubén Ramírez Hidalgo als auch in seiner Heimatstadt Ljubljana gegen David Goffin ging Kavčič als Turniersieger vom Platz. Dadurch konnte er sich in der Weltrangliste wieder bis auf Platz 102 vorarbeiten. Zudem schaffte er mit der slowenischen Davis-Cup-Mannschaft nach glatten Siegen über Norwegen und Bulgarien im Entscheidungsspiel gegen Litauen einen 3:2-Sieg und damit den Aufstieg in die Europa/Afrika-Gruppe I.

### 2011–2015: Etablierung in den Top 100
Im Januar 2011 erreichte Blaž Kavčič in Chennai unter anderem durch einen Sieg über den Top-50-Spieler Jérémy Chardy erstmals ein ATP-Viertelfinale. Dort war er zwar gegen den topgesetzten Tomáš Berdych chancenlos, stieg durch die gewonnenen Weltranglistenpunkte aber erstmals seit neuen Monaten wieder in die Top 100 ein. Bei den Australian Open konnte sich Kavčič erfolgreich qualifizieren und setzte sich in der ersten Hauptrunde in vier Sätzen gegen Kevin Anderson durch. In der zweiten Runde gegen den an Position 10 gesetzten Michail Juschny konnte sich Kavčič nach 0:2-Satzrückstand noch in einen fünften Satz kämpfen, verlor diesen jedoch gegen den Favoriten. Zwei Wochen später konnte sich Kavčič in Zagreb erneut für ein ATP-Hauptfeld qualifizieren und erreichte nach einem Sieg über Mischa Zverev die zweite Runde. Dort verlor er aber dann gegen den späteren Finalisten Michael Berrer. Auch beim folgenden Turnier in Delray Beach schied Blaž Kavčič als Qualifikant in der zweiten Runde gegen den späteren Finalisten Janko Tipsarević aus. Im April 2011 erreichte Kavčič nach weiteren Zweitrundenniederlagen in Casablanca und Barcelona in Belgrad zum zweiten Mal in dieser Saison ein ATP-Viertelfinale, war dort jedoch chancenlos gegen den topgesetzten späteren Turniersieger Novak Đoković. Bei den French Open erreichte er durch einen Sieg über Ernests Gulbis wie schon im Vorjahr die zweite Runde, wo er dem an Position 25 gesetzten Juan Martín del Potro unterlag. Die folgende Rasensaison verlief wenig erfolgreich für Blaž Kavčič: Bei drei Turnierteilnahmen, unter anderem in Wimbledon, schied er jeweils in der ersten Runde aus. Besser lief es im Juli 2011 beim Sandplatzturnier in Båstad, wo er im Viertelfinale wie schon in Chennai gegen Tomáš Berdych verlor. Im August 2011 trennte sich Kavčič nach einem Jahr von seinem Trainer Adrian Voinea und engagierte Blaž Trupej als neuen Trainer. Beim Challenger-Turnier in Qarshi erreichte er daraufhin wie schon im Vorjahr das Finale, musste sich dort jedoch in drei Sätzen dem Lokalmatador Denis Istomin geschlagen geben. Nach einer Zweitrundenniederlage beim US-Open-Vorbereitungsturnier in Winston-Salem schied Blaž Kavčič bei den US Open in der ersten Runde in vier Sätzen gegen Ivan Ljubičić aus. Im September 2011 gewann er in Banja Luka durch einen Finalsieg über Pere Riba seinen ersten Challenger-Titel in diesem Jahr und beendete das Jahr in den Top 100.
Bei den Australian Open erreichte Blaž Kavčič durch einen Sieg über James Ward wie schon im Vorjahr die zweite Runde, wo er gegen den an Position 11 gesetzten späteren Viertelfinalisten Juan Martín del Potro ausschied. Auf ATP-Level konnte er in diesem Jahr ansonsten bei vier Turnierteilnahmen keinen Matchgewinn verzeichnen, er erreichte jedoch Anfang März in Florianópolis ein Challenger-Finale, das er gegen Simone Bolelli verlor, die Doppelkonkurrenz gewann er gemeinsam mit Antonio Veić. Ende April 2012 stand Kavčič in São Paulo in einem weiteren Challenger-Finale und gewann dort gegen Júlio Silva seinen ersten Titel des Jahres. Nachdem er Anfang Juni 2012 bei den French Open in der zweiten Runde gegen den Weltranglistenersten und späteren Finalisten Novak Đoković ausgeschieden war, gewann er eine Woche später in Fürth durch einen Finalsieg über Serhij Stachowskyj seinen zweiten Challenger-Titel des Jahres. Nach einer Halbfinalteilnahme beim folgenden Challenger-Turnier in Monza trat Kavčič für Slowenien bei den Olympischen Sommerspielen an, wofür er sich über das ITF-Ranking qualifizierte und wo er in der zweiten Runde des Einzelwettbewerbs gegen David Ferrer ausschied. Im Anschluss erreichte er mit Platz 68 der Weltrangliste die höchste Platzierung seiner Karriere. Im brasilianischen São Leopoldo erreichte er im November zum letzten Mal in diesem Jahr ein Halbfinale.
2013 begann wenig erfolgreich, er schied größtenteils in frühen Turnierrunden aus. Im Juli verlor er beim Challenger in Liberec das Halbfinale gegen Federico Delbonis. In Bangkok gewann er im November das Turnier, als er sich im Finale gegen Jeong Suk-young durchsetzte. In Seoul schied er im Halbfinale gegen Julian Reister aus. Auch das Folgejahr begann fast ausschließlich mit Erst- und Zweitrundenniederlagen. Im Juni holte er mit einem Sieg über Alexander Kudrjawzew den Titel in Fargʻona. Eine Woche Später folgte bei demselben Finalduell der Titel in Tianjin. Auch bei den beiden folgenden Turnieren erreichte Kavčič das Finale. In Nanchang verlor er die Partie gegen Gō Soeda, in Portorož gewann er gegen Gilles Müller. Im März 2015 sicherte er sich mit einem Sieg über André Ghem den Titel von Shenzhen. Im April unterlag er im Finale von Batman dem Israeli Dudi Sela. Anfang Oktober holte er sich den zweiten Doppeltitel seiner Karriere. Gemeinsam mit seinem Landsmann Grega Žemlja schlugen sie das deutsche Duo Daniel Brands und Dustin Brown in Sacramento. Zwei Wochen später stand er in Las Vegas das letzte Mal in diesem Jahr im Halbfinale eines Turniers.

### 2016–2022: Verletzung und Karriereende
Nach einer Fußverletzung begann Kavčič die Saison 2016 erst im Juni. Im Juli musste er sich im Finale von Winnipeg dem Japaner Go Sueda geschlagen geben. Im Folgemonat erreichte er mit Blaž Rola das Doppelhalbfinale von Portorož. Beim nächsten Turnier holte er sich den Sieg über Gō Soeda, den er im Finale von Bangkok besiegte. Die Saison beendete er außerhalb der Top 200 der Welt. 
Durch Finalteilnahmen in Bangkok, Kyōto und Shenzhen sowie Halbfinalteilnahmen in Rennes, Gimcheon und Fargʻona kletterte er in der Weltrangliste wieder. Auch im Doppel stellten sich mit Finalteilnahmen in Budapest und Anning Erfolge ein. Nach dem Einzelsieg in Winnipeg konnte er sich wieder unter den Top 100 platzieren. Es folgte ein Sieg in Granby, wo er im Finale den Lokalmatador Peter Polansky bezwang. Im Herbst folgten zwei Halbfinalteilnahmen in Suzhou und Shenzhen.
Zu Beginn des Jahres 2018 fiel er wieder aus den Top 100, welche er im Laufe seiner Karriere nie wieder erreichte. Bis zum September schied er immer in der ersten oder zweiten Turnierrunde aus. Mitte September sicherte er sich in Shanghai seinen letzten Einzeltitel bei einem Challengerturnier. Im Oktober spielte er sich in das Halbfinale in Liuzhou. Eine Woche später verlor er das Finale in Shenzhen gegen Miomir Kecmanović. Im Jahr 2019 kam er nur in zwei Halbfinalrunden von Challengerturnieren, in Istanbul und Champaign. Sein größter Erfolg dieses Jahres war die Finalteilnahme in Charlottesville im Doppel, als er an der Seite von Sekou Bangoura gegen Mitchell Krueger und Blaž Rola unterlag.
Vor der Turnierpause aufgrund der COVID-19-Pandemie erreichte er nur ein Viertelfinale. Bei seiner ersten Turnierteilnahme nach der Pause erreichte er das Finale von Biella, in welchem er das Match gegen Facundo Bagnis aufgeben musste. 2021 war das letzte Jahr, in dem er bei professionellen Einzelkonkurrenzen antrat. Auf Gran Canaria kam er bis ins Halbfinale. In Split verlor er seine letzte Finalpartie gegen seinen Landsmann Blaž Rola. In Zadar holten Rola und Kavčič mit einem Sieg über Lukáš Klein und Alex Molčan den Doppeltitel. 
Im September 2022 beendete er nach dem Davis-Cup-Match gegen Estland seine Karriere.

## Besonderheiten
Mit Rang 71 in der Weltrangliste war Blaž Kavčič eine Weile der am besten platzierte slowenische Tennisspieler der Geschichte und auch der erste, der es in die Top 100 der Weltrangliste schaffte. Mit seiner Qualifikation zu den Australian Open 2010 wurde er nach Grega Žemlja und Luka Gregorc erst der dritte Spieler aus Slowenien, der die Qualifikation für das Hauptfeld eines Grand-Slam-Turniers schaffte. Bei den French Open 2010 war er gemeinsam mit Žemlja (welcher parallel ebenfalls sein Erstrundenmatch gewann) der erste Slowene, der ein Grand-Slam-Match gewinnen konnte.

## Erfolge
| Legende (Anzahl der Siege)  |
| Grand Slam                  |
| ATP World Tour Finals       |
| ATP World Tour Masters 1000 |
| ATP World Tour 500          |
| ATP World Tour 250          |
| ATP Challenger Tour (20)    |

### Einzel

#### Turniersiege
| Nr. | Datum              | Turnier     | Belag     | Finalgegner           | Ergebnis        |
| --- | ------------------ | ----------- | --------- | --------------------- | --------------- |
| 1.  | 31. Mai 2009       | Alessandria | Sand      | Jesse Levine          | 7:5, 6:3        |
| 2.  | 28. Juni 2009      | Constanța   | Sand      | Julian Reister        | 3:6, 6:3, 6:4   |
| 3.  | 21. August 2010    | Qarshi      | Hartplatz | Michael Venus         | 6:3, 7:5        |
| 4.  | 12. September 2010 | Rijeka      | Sand      | Rubén Ramírez Hidalgo | 6:4, 3:6, 7:65  |
| 5.  | 25. September 2010 | Ljubljana   | Sand      | David Goffin          | 6:2, 4:6, 7:5   |
| 6.  | 18. September 2011 | Banja Luka  | Sand      | Pere Riba             | 6:4, 6:1        |
| 7.  | 28. April 2012     | São Paulo   | Sand      | Júlio Silva           | 6:3, 7:5        |
| 8.  | 10. Juni 2012      | Fürth       | Sand      | Serhij Stachowskyj    | 6:3, 2:6, 6:2   |
| 9.  | 1. September 2013  | Bangkok     | Hartplatz | Jeong Suk-young       | 6:3, 6:1        |
| 10. | 15. Juni 2014      | Fargʻona    | Hartplatz | Alexander Kudrjawzew  | 6:4, 7:68       |
| 11. | 22. Juni 2014      | Tianjin     | Hartplatz | Alexander Kudrjawzew  | 6:2, 3:6, 7:5   |
| 12. | 13. Juli 2014      | Portorož    | Hartplatz | Gilles Müller         | 7:5, 6:74, 6:1  |
| 13. | 22. März 2015      | Shenzhen    | Hartplatz | André Ghem            | 7:5, 6:4        |
| 14. | 4. September 2016  | Bangkok     | Hartplatz | Gō Soeda              | 6:0, 1:0 aufgg. |
| 15. | 16. Juli 2017      | Winnipeg    | Hartplatz | Peter Polansky        | 7:5, 3:6, 7:5   |
| 16. | 30. Juli 2017      | Granby      | Hartplatz | Peter Polansky        | 6:3, 2:6, 7:5   |
| 17. | 16. September 2018 | Shanghai    | Hartplatz | Hiroki Moriya         | 6:1, 7:61       |

### Doppel

#### Turniersiege
| Nr. | Datum            | Turnier       | Belag     | Partner      | Finalgegner                   | Ergebnis         |
| --- | ---------------- | ------------- | --------- | ------------ | ----------------------------- | ---------------- |
| 1.  | 4. März 2012     | Florianópolis | Sand      | Antonio Veić | Javier Martí Leonardo Tavares | 6:3, 6:3         |
| 2.  | 11. Oktober 2015 | Sacramento    | Hartplatz | Grega Žemlja | Daniel Brands Dustin Brown    | 6:1, 3:6, [10:3] |
| 3.  | 27. März 2021    | Zadar         | Sand      | Blaž Rola    | Lukáš Klein Alex Molčan       | 2:6, 6:2, [10:3] |